# Purpuraria erna
Purpuraria erna är en insektsart som beskrevs av Günther Enderlein 1929. Purpuraria erna ingår i släktet Purpuraria och familjen Pamphagidae. IUCN kategoriserar arten globalt som starkt hotad.

## Underarter
Arten delas in i följande underarter:
- P. e. erna
- P. e. lanzarotensis